# Michel Poffet
Michel Poffet né le 24 août 1957 est un escrimeur et maître d'armes suisse. Il a gagné une médaille de bronze aux Jeux olympiques de 1976.

## Palmarès
- Jeux olympiques:
  -  médaille de bronze par équipe aux Jeux olympiques de Montréal en 1976[1]
- Championnats du monde :
  - Championnats du monde d'escrime 1982 :  médaille d'argent en épée par équipe